# 11 Bit Studios

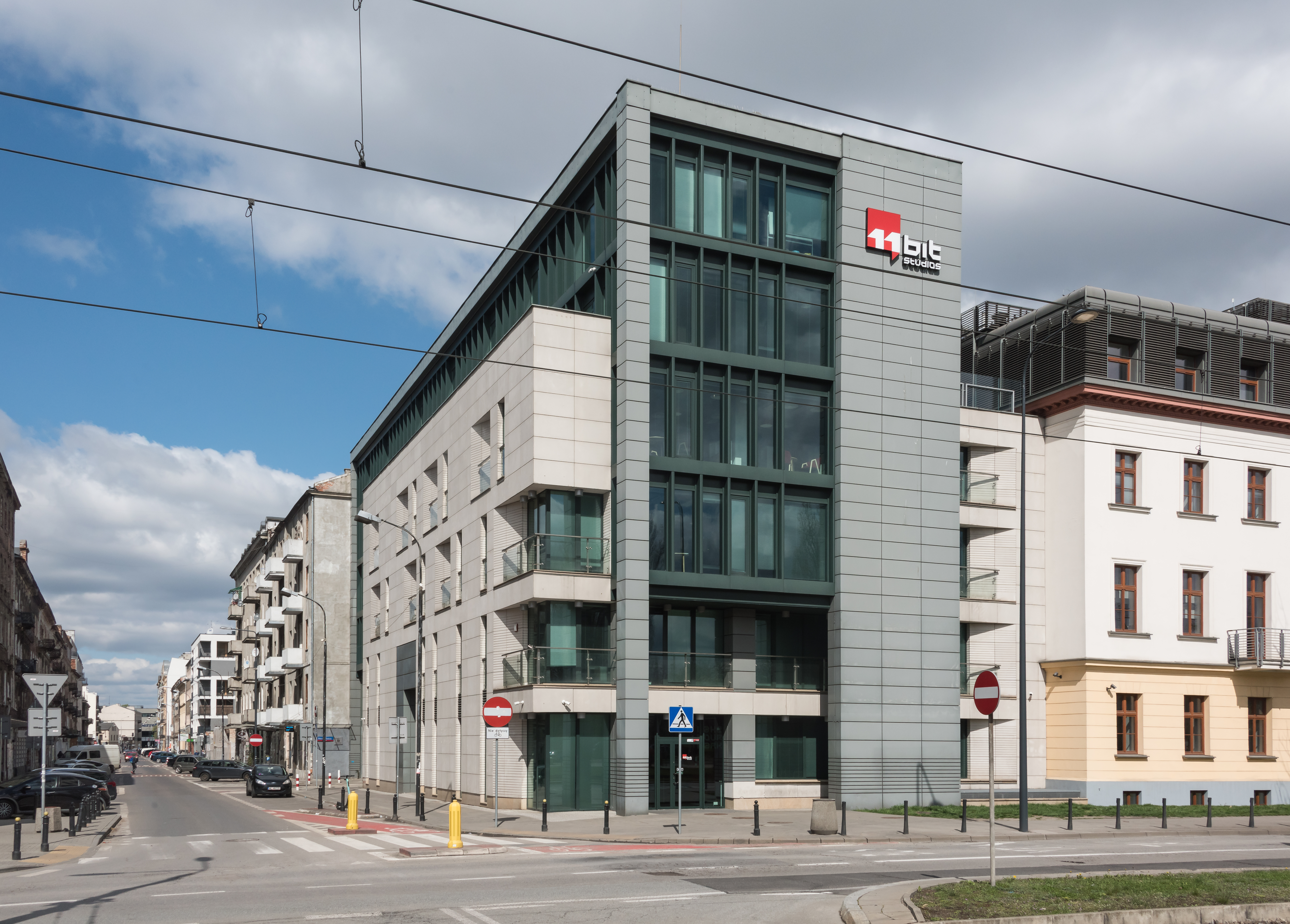
Firmenzentrale 11 bit studios in Warschau

11 Bit Studios (Eigenschreibweise 11 bit studios) ist ein Entwickler und Publisher von Computerspielen aus Warschau, Polen.
Das Studio ist vor allem für die Entwicklung von This War of Mine bekannt und mehrfach ausgezeichnet. Die Produktion dieses Spiels kostete etwa 500.000 Euro. Das Geld wurde nach zwei Tagen im Verkauf wieder eingespielt. Der Preis für eine 11-Bit-Aktie stieg über Nacht von 2 auf 20 Euro. Bis Mitte 2015, noch vor der Veröffentlichung auf Android und iOS, spielte This War of Mine 2,5 bis 3,5 Millionen Euro ein. Das Strategiespiel Frostpunk wurde innerhalb von drei Tagen 250.000 Mal verkauft, der Nachfolger Frostpunk 2 über 350.000 Mal.

## Auszeichnungen
- SXSW Gaming Awards[7]
- Matthew Crump Cultural Innovation Award
- Deutscher Computerspielpreis 2015 in den Kategorien „Beste Internationale neue Spielewelt“ und „Bestes Internationales Spiel“[8]

## Spiele
| Titel                  | Jahr | Plattform                                                                              | Entwickler          |
| ---------------------- | ---- | -------------------------------------------------------------------------------------- | ------------------- |
| Anomaly: Warzone Earth | 2011 | Android, iOS, Linux, OS X, Microsoft Windows, PlayStation 3, Xbox 360                  | 11 Bit Studios      |
| Funky Smugglers        | 2012 | Android, iOS, Linux, OS X, Microsoft Windows                                           | 11 Bit Studios      |
| Sleepwalker’s Journey  | 2012 | Android, iOS, Linux, OS X, Microsoft Windows                                           | 11 Bit Studios      |
| Anomaly: Korea         | 2012 | Android, iOS, Linux, OS X, Microsoft Windows                                           | 11 Bit Studios      |
| Anomaly 2              | 2013 | Android, iOS, Linux, OS X, Microsoft Windows, PlayStation 4                            | 11 Bit Studios      |
| Spacecom               | 2014 | Android, iOS, Linux, OS X, Microsoft Windows                                           | Flow Combine        |
| This War of Mine       | 2014 | Android, iOS, Linux, OS X, Nintendo Switch, Microsoft Windows, PlayStation 4, Xbox One | 11 Bit Studios      |
| Anomaly Defenders      | 2014 | Android, iOS, Linux, OS X, Microsoft Windows                                           | 11 Bit Studios      |
| Beat Cop               | 2017 | Linux, OS X, Microsoft Windows, Nintendo Switch                                        | Pixel Crow          |
| Tower 57               | 2017 | Linux, OS X, Microsoft Windows                                                         | Pixwerk             |
| Frostpunk              | 2018 | Microsoft Windows, Playstation 4, Xbox One                                             | 11 Bit Studios      |
| Moonlighter            | 2018 | Linux, OS X, Microsoft Windows, PlayStation 4, Xbox One, Nintendo Switch               | Digital Sun         |
| Children of Morta      | 2019 | Linux, OS X, Microsoft Windows, PlayStation 4, Xbox One, Nintendo Switch               | Dead Mage           |
| South of the Circle    | 2022 | Microsoft Windows                                                                      | State of Play       |
| The Invincible         | 2023 | Microsoft Windows                                                                      | Starward Industries |
| The Thaumaturge        | 2024 | Microsoft Windows                                                                      | Fool's Theory       |
| INDIKA                 | 2024 | Microsoft Windows, PlayStation 5, Xbox Series                                          | Odd Meter           |
| Creatures of Ava       | 2024 | Microsoft Windows                                                                      | Inverge Studios     |
| Frostpunk 2            | 2024 | macOS, Microsoft Windows                                                               | 11 Bit Studios      |
| The Alters             | 2025 | Microsoft Windows, PlayStation 5, Xbox Series                                          | 11 Bit Studios      |